# 大高山十郎
大高山 十郎（おおたかやま じゅうろう、1907年6月 - 没年不明）は、昭和時代の大相撲力士。山分部屋所属。本名は葉山 十郎。最高位は十両11枚目。

## 経歴
現在の福岡県福岡市中央区出身。山分部屋に入門し、1923年1月で初土俵を踏む。1931年5月十両に昇進。この場所6勝5敗と勝ち越したが、翌10月は4勝7敗と負け越し、合計で10勝12敗となり、1932年1月は幕下に落ちた。番付発表直後に春秋園事件が起こり、大高山は脱退し新興力士団から関西角力協会で活動した。